# Diecezja Hengyang
Diecezja Hengyang/Hengzhou (łac. Dioecesis Hemceuvensis, chiń. 天主教衡州教区) – rzymskokatolicka diecezja ze stolicą w Hengyang, w prowincji Hunan, w Chińskiej Republice Ludowej. Biskupstwo jest sufraganią archidiecezji Changsha.

## Historia
23 lipca 1930 papież Pius XI brewe Ex hac erygował wikariat apostolski Hengyang. Dotychczas wierni z tych terenów należeli do wikariatu apostolskiego Changsha (obecnie archidiecezja Changsha).
W wyniku reorganizacji chińskich struktur kościelnych dokonanych przez Piusa XII 11 kwietnia 1946 wikariat apostolski Hengyang został podniesiony do rangi diecezji.
Z 1950 pochodzą ostatnie pełne, oficjalne kościelne statystyki. Diecezja Hengyang liczyła wtedy:
- 12 085 wiernych (0,4% społeczeństwa)
- 23 kapłanów (12 diecezjalnych i 11 zakonnych)
- 23 sióstr i 3 braci zakonnych.

Od zwycięstwa komunistów w chińskiej wojnie domowej w 1949 diecezja, podobnie jak cały prześladowany Kościół katolicki w Chinach, nie może normalnie działać. Bp Raffaele Angelo Palazzi OFM został wydalony z kraju i w 1951 złożył rezygnację z biskupstwa. Na jego miejsce papież mianował Chińczyka Josepha Wan Cizhanga OFM. Rządził on diecezją do aresztowania w 1958. Zmarł w więzieniu w 1961. Po 1961 brak jest informacji o jakimkolwiek biskupie Hengyang z Kościoła podziemnego.
W 1958 Patriotyczne Stowarzyszenie Katolików Chińskich mianowało ks. Tarcisiusa Guo Zeqiana swoim ordynariuszem w Hengyang. Przyjął on sakrę bez zgody papieża zaciągając na siebie ekskomunikę latae sententiae. Zmarł on śmiercią samobójczą w 1977. Patriotyczne Stowarzyszenie Katolików Chińskich nigdy nie mianowało jego następcy.
W 1999 Patriotyczne Stowarzyszenie Katolików Chińskich połączyło diecezję Hengyang i 7 innych jednostek kościelnych w tej prowincji tworząc diecezję Hunan ze stolicą w Changsha. Odbyło się to bez zgody Stolicy Apostolskiej, więc decyzja ta jest nieważna z punktu widzenia prawa kanonicznego.

## Ordynariusze

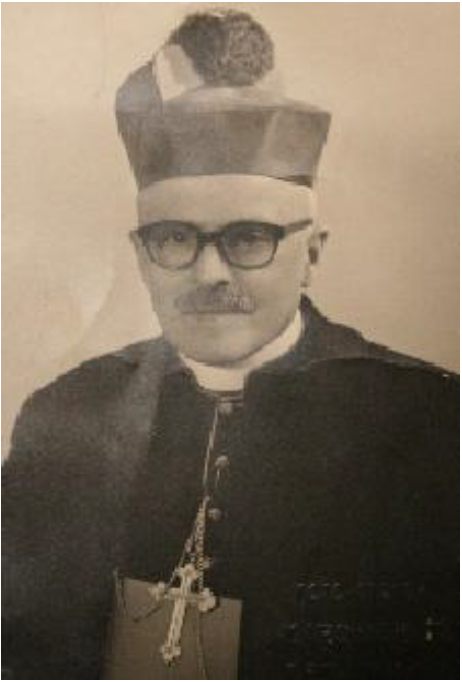
bp Raffaele Angelo Palazzi OFM

- Raffaele Angelo Palazzi OFM[7] (1930 – 1951)
- Joseph Wan Cizhang OFM (1952 – 1961) de facto aresztowany w 1958, nie miał po tym czasie realnej władzy w diecezji
- sede vacante (być może urząd sprawował biskup(i) Kościoła podziemnego) (1961 - nadal)
  - Methodius Qu Ailin (2012 - nadal) administrator apostolski; arcybiskup Changshy

### Antybiskup
Ordynariusz mianowany przez Patriotyczne Stowarzyszenie Katolików Chińskich nieposiadający mandatu papieskiego:
- Tarcisius Guo Zeqian (1958 – 1977).